# Territoires du Nord-Ouest (circonscription fédérale)
Cet article concerne la circonscription fédérale canadienne actuelle. Pour l'ancienne circonscription fédérale, voir Territoires du Nord-Ouest (ancienne circonscription fédérale). Pour les autres significations, voir Territoire du Nord-Ouest (homonymie).
Circonscription électorale fédérale du Canada
Territoires du Nord-Ouest (auparavant Arctique Ouest jusqu'en 2014) est une circonscription électorale fédérale du Canada qui comprend le territoire entier des Territoires du Nord-Ouest.
Les circonscriptions limitrophes sont Yukon, Nunavut, Desnethé—Missinippi—Rivière Churchill, Fort McMurray—Cold Lake, Grande Prairie—Mackenzie, et Prince George—Peace River—Northern Rockies.

## Historique
La circonscription de Western Arctic a été créée en 1976 lorsque la circonscription des Territoires du Nord-Ouest fut divisée en la présente circonscription et celle de Nunatsiaq.
| Législature                                       | Années        | Député | Député               | Parti                     |
| ------------------------------------------------- | ------------- | ------ | -------------------- | ------------------------- |
| Western Arctic issue de Territoires du Nord-Ouest |               |        |                      |                           |
| 31e                                               | 1979–1980     |        | David Nickerson      | Progressiste-conservateur |
| 32e                                               | 1980–1984     |        | David Nickerson      | Progressiste-conservateur |
| 33e                                               | 1984–1988     |        | David Nickerson      | Progressiste-conservateur |
| 34e                                               | 1988–1993     |        | Ethel Blondin-Andrew | Libéral                   |
| 35e                                               | 1993–1997     |        | Ethel Blondin-Andrew | Libéral                   |
| 36e                                               | 1997–2000     |        | Ethel Blondin-Andrew | Libéral                   |
| 37e                                               | 2000–2004     |        | Ethel Blondin-Andrew | Libéral                   |
| 38e                                               | 2004–2006     |        | Ethel Blondin-Andrew | Libéral                   |
| 39e                                               | 2006–2008     |        | Dennis Bevington     | Néo-démocrate             |
| 40e                                               | 2008–2011     |        | Dennis Bevington     | Néo-démocrate             |
| 41e                                               | 2011–2014     |        | Dennis Bevington     | Néo-démocrate             |
| Territoires du Nord-Ouest                         |               |        |                      |                           |
| 41e                                               | 2014–2015     |        | Dennis Bevington     | Néo-démocrate             |
| 42e                                               | 2015–2019     |        | Michael McLeod       | Libéral                   |
| 43e                                               | 2019–2021     |        | Michael McLeod       | Libéral                   |
| 44e                                               | 2021–2025     |        | Michael McLeod       | Libéral                   |
| 45e                                               | 2025–en cours |        | Rebecca Alty         | Libérale                  |

## Résultats électoraux
Modèle:Élection générale canadienne de 2025 — Territoires du Nord-Ouest
|       | Candidat             | Parti        | # de voix | % des voix |
|       | Floyd Roland         | Conservateur | +03 415,  | 18,01 %    |
|       | Michael McLeod       | Libéral      | +09 166,  | 48,34 %    |
|       | (x) Dennis Bevington | NPD          | +05 845,  | 30,83 %    |
|       | John Moore           | Vert         | +00535,   | 2,82 %     |
| Total | Total                | Total        | 18 961    | 100 %      |

|       | Candidat             | Parti           | # de voix | % des voix |
|       | Sandy Lee (en)       | Conservateur    | +05 001,  | 32,11 %    |
|       | Joseph Handley       | Libéral         | +02 872,  | 18,44 %    |
|       | (x) Dennis Bevington | NPD             | +07 140,  | 45,84 %    |
|       | Eli Purchase         | Vert            | +00477,   | 3,06 %     |
|       | Bonnie Dawson        | Animal Alliance | +00087,   | 0,56 %     |
| Total | Total                | Total           | 15 577    | 100 %      |

|       | Candidat                  | Parti         | # de voix | % des voix |
|       | Brendan Bell (en)         | Conservateur  | +05 146,  | 37,63 %    |
|       | Gabrielle Mackenzie-Scott | Libéral       | +01 858,  | 13,58 %    |
|       | Dennis Bevington          | NPD           | +05 669,  | 41,45 %    |
|       | Sam Gamble                | Vert          | +00752,   | 5,5 %      |
|       | Noeline Villebrun         | First Peoples | +00252,   | 1,84 %     |
| Total | Total                     | Total         | 13 677    | 100 %      |